# جیکوب فورچون-لوید
جیکوب فورچون-لوید (انگلیسی: Jacob Fortune-Lloyd؛ زادهٔ ۱۸ ژانویهٔ ۱۹۸۸) بازیگر است. وی از سال ۲۰۱۵ میلادی تاکنون مشغول فعالیت بوده‌است.
از فیلم‌ها یا سریال‌های تلویزیونی که وی در آن نقش داشته‌است، می‌توان به گامبی وزیر، جنگ ستارگان: خیزش اسکای‌واکر، آخرین نامه از معشوقه شما، حمله متقابل، آدمکشان میدسامر، خانه شوم و مدیچی اشاره کرد.